# Mild Maniac Orchestra

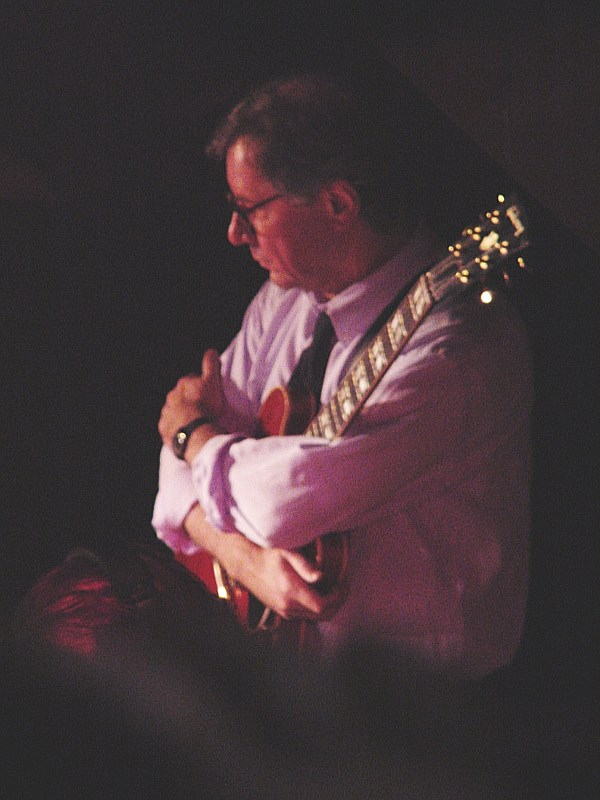
Volker Kriegel, fundador da Mild Maniac Orchestra.

A Mild Maniac Orchestra foi uma banda de Jazz fusion alemã fundada em 1970 por guitarrista Volker Kriegel. A banda existia até o início da década de 1980. Outro membro fundador era o tecladista Rainer Brüninghaus, embora ele não aparecia nas gravações publicadas.
Os membros da banda sobre todas as gravações foram:
- Volker Kriegel (guitarra)
- Thomas Bettermann (teclado)
- Hans Peter Ströer (baixo)
- Evert Fraterman (bateria)

A música da banda era caracterizado por tocar guitarra inconfundível de Kriegel e a orientação sobre os padrões de improvisação de fusão de música, bem como pelo uso intensivo de instrumentos de percussão, para os quais, geralmente, um músico adicional foi empregado.

## Discografia
- 1976 - Octember Variations
- 1977 - Menu de Elastic com Nippy Noya (percussão)
- 1979 - Long Distance com Hans Behrendt (percussão)
- 1980 - Live in Bayern com Hans Behrendt (percussão)

## Prêmios
- 1982 Deutscher Shallplattenpreis (Ward Record Alemão), "Künstler der Jahres 1982" (Musician Of The Year 1982), categoria Pop Nacional.[2]